# Diätverband
Der Diätverband (auch Bundesverband der Hersteller von Lebensmitteln für besondere Ernährung) ist ein eingetragener Verein mit Sitz in Bonn, welcher sich um Diätetik kümmert und über die Bundeszentrale für gesundheitliche Aufklärung (BZgA) für die Bundesregierung eine beratende Funktion innehat. Er arbeitet eng mit der Arbeitsgemeinschaft der Wissenschaftlichen Medizinischen Fachgesellschaften (AWMF) zusammen.

## Mandat
- Vertretung der gemeinsamen Interessen der diätetischen Lebensmittelindustrie in [der Bundesrepublik] Deutschland auf wirtschafts- und gesundheitspolitischem Gebiet
- Sachverständige Beratung des Bundestages und der Bundesregierung in allen Fragen, welche die Erzeugnisse dieser Industrie betreffen.

## Wissenschaftlicher Beirat
Der Verband verfügt über einen Wissenschaftlichen Beirat, welcher aus folgenden Personen besteht:
- Hans Konrad Biesalski, Hohenheim
- Hansjosef Böhles, Frankfurt am Main
- Hans-Jürgen Hapke, Hannover
- Berthold Koletzko, München
- Michael J. Lentze, Bonn
- Jürgen Schaub, Kiel
- Jürgen Stein, Frankfurt am Main

Der Wissenschaftliche Beirat hat eine beratende Funktion als redaktioneller Beirat auch „ProDiät“.